# Історія Starbucks (книга)
«Історія Starbucks. Усе почалося з чашки кави…» (оригінальна назва Onward: How Starbucks Fought for Its Life Without Losing Its Soul) — книга написана американським бізнесменом, основним власником та головою ради директорів Starbucks Говардом Шульцом у співавторстві з бізнес-журналісткою Джоан Ґордон. Англійською мовою книга вийшла у 2011 році.

## Анотація
Усе і справді почалося з чашки кави. Еспресо, випитого в затишній італійській кав’ярні у 1983-му. Тоді майбутній генеральний директор Starbucks Говард Шульц зрозумів, яка атмосфера буде в його закладах. Відтоді як він прийшов у Starbucks, компанія відкрила майже 25 тисяч кав’ярень у 70 країнах світу, пережила економічну кризу й зневіру фінансових аналітиків. Шульцу вдалося побудувати міцний бізнес, в основі якого — дух Starbucks, етичні принципи та безмежна турбота про людей: про кожного клієнта, баристу, менеджера чи фермера, який вирощує найкращу у світі арабіку.

## Відзнаки та відгуки
Книга є бестселером за версією The New York Times та визнана однією з найкращих книг місяця на Amazon (квітень, 2011).

## Зовнішні посилання
1. ↑  Schultz, Howard; Gordon, Joanne (27 березня 2012). Onward: How Starbucks Fought for Its Life without Losing Its Soul (English)  (вид. Reprint edition). New York, NY: Rodale Books. ISBN 9781609613822. Архів оригіналу за 27 жовтня 2017. Процитовано 30 серпня 2017.